# Cercestis camerunensis
Espèce
Synonymes
- Rhektophyllum camerunense Ntépé-Nyamè[1] [2]

Statut de conservation UICN

 LC  : Préoccupation mineure
Cercestis camerunensis (ou Rhektophyllum camerunense) est une espèce de plantes du genre Cercestis et de la famille des Araceae. 

## Description
C'est une plante grimpante à tiges vigoureuses. Les tiges rampent sur le sol ou grimpent dans la végétation environnante, en se fixant par des racines étrangleuses.

## Culture
Lors de la récolte, la coupe peut être très sévère, de nouvelles tiges repoussent très rapidement à la base des tiges coupées.

## Habitat
Elle est répandue au Niger, au Gabon et au Cameroun dans les sous-bois des forêts, souvent sur un sol humide ou marécageux à des altitudes de 1 000 mètres. 

## Usages
La plante est susceptible d'être récoltée dans la nature pour une utilisation locale en tant que nourriture, médicament et comme source de fibres. Les fibres sont utilisées dans la fabrication de chaussures et le processus de tissage.